# Swanische Sprache

Südkaukasische/Kartwelische Sprachen mit ungefährer Verbreitung des Swanischen (hellblau). Karte auf Basis des Linguarium-Projektes der Lomonossow-Universität.

Das Swanische (Eigenbezeichnung: ლუშნუ ნინ lušnu nin, georgisch სვანური ენა svanuri ena) wird von mindestens 15.000, höchstens 30.000 Menschen hauptsächlich in der Region Swanetien in Georgien gesprochen, sowie westlicher im Kodori-Tal, das zum separatistischen, von Georgien beanspruchten Abchasien gehört. Sprecher des Swanischen leben ferner in anderen Teilen Georgiens und im Ausland. Das Swanische gehört zur Familie der südkaukasischen (kartwelischen) Sprachen. Es ist keine offizielle Schriftsprache, etablierte Schriftsprache der Swanen ist bis heute das Georgische und sie gelten in Georgien traditionell als Subethnie der Georgier.
Im Vergleich zu den anderen südkaukasischen Sprachen zeichnet es sich durch einen wesentlich größeren Vokalbestand aus.

## Geschichte
Swanisch entfernte sich sprachhistorisch besonders früh von den übrigen südkaukasischen Sprachen, etwa seit dem 19. Jahrhundert v. Chr.
Toponomastische Forschungen ergaben seit längerem, dass Swanisch noch in der Antike weiter nach Westen bis in die Nähe der Küste um Sochumi gesprochen wurde, der Name dieser Stadt ist ebenfalls swanischen Ursprungs. Das deckt sich mit den Angaben von Strabon und Claudius Ptolemäus, die damals für die Swanen einen größeren Siedlungsraum angaben. Von den überlieferten vier antiken Stammesverbänden im Gebiet des heutigen Abchasiens der Abasgen, Apsilen/Apschilen, Missimianer und Sanigen waren die letzten beiden damals wohl noch swanischsprachig. Der (latinisierte) Name der Missimianer ist mit der heutigen Selbstbezeichnung der Swanen mušwān verwandt.